# Letnie Mistrzostwa Świata Studentów 1924
1. Letnie Mistrzostwa Świata Studentów – międzynarodowe zawody sportowców – studentów, które odbyły się w Warszawie między 17 września, a 20 września 1924 roku. W imprezie wzięło udział 7 państw: Anglia, Estonia, Francja, Nowa Zelandia, Polska, Stany Zjednoczone i Włochy, które rywalizowały w 5 dyscyplinach. W 1. mistrzostwach brali udział tylko mężczyźni.

## Udział Polaków
Polska drużyna zajęła w Mistrzostwach I miejsce. Zwycięstwo dla Polski zdobyli między innymi: Zygmunt Weiss w biegu na 400 m, Stefan Kostrzewski w biegu na 800 m, Józef Jaworski w biegu na 3000 m oraz Sławosz Szydłowski w rzucie dyskiem i oszczepem.

## Dyscypliny
| - Lekkoatletyka - Piłka nożna | - Wioślarstwo - Szermierka | - Tenis ziemny |

## Tabela medalowa
| Rk | Kraj          | Złoto | Srebro | Brąz | Razem |
| 1. | Polska        | 9     | 7      | 4    | 20    |
| 2. | Francja       | 5     | 7      | 6    | 18    |
| 3. | Estonia       | 4     | 4      | 8    | 16    |
| 4. | Nowa Zelandia | 2     | 1      | 0    | 3     |